# 포스코청암상
포스코청암상은 포스코청암재단이 주는 상이다. 과학상. 교육상. 봉사상. 기술상 4개 분야가 있으며 기술상은 기술로 시장을 개척한 경우에 주고 공학 연구업적의 경우 과학상을 받는다.